# Vân Sơn, Tân Lạc
Vân Sơn là một xã thuộc huyện Tân Lạc, tỉnh Hòa Bình, Việt Nam.

## Địa lý
Xã Vân Sơn nằm ở phía tây nam huyện Tân Lạc, có vị trí địa lý:
- Phía đông giáp xã Ngổ Luông
- Phía tây giáp huyện Mai Châu
- Phía nam giáp tỉnh Thanh Hóa
- Phía bắc giáp xã Quyết Chiến.

Xã Vân Sơn có diện tích 55,53 km², dân số năm 2018 là 5.348 người, mật độ dân số đạt 96 người/km².

## Lịch sử
Trước năm 1945, địa bàn xã Vân Sơn hiện nay tương ứng với xã Lũng Vân thuộc tổng Cổ Lũng, châu Tân Hóa (nay là huyện Bá Thước), tỉnh Thanh Hóa. Sau Cách mạng Tháng Tám, xã Lũng Vân chuyển về huyện Lạc Sơn, tỉnh Hòa Bình và được đổi tên thành xã Toàn Thắng.
Ngày 10 tháng 11 năm 1956, Ủy ban kháng chiến hành chính Liên khu 3 ban hành quyết định chia xã Toàn Thắng thành 3 xã: Lũng Vân, Bắc Sơn và Nam Sơn.
Ngày 15 tháng 10 năm 1957, huyện Tân Lạc được thành lập, các xã Lũng Vân, Bắc Sơn và Nam Sơn chuyển sang trực thuộc huyện Tân Lạc.
Đến năm 2018, xã Lũng Vân có diện tích 21,06 km², dân số là 2.304 người, mật độ dân số đạt 109 người/km²; xã Bắc Sơn có diện tích 14,08 km², dân số là 1.458 người, mật độ dân số đạt 104 người/km²; xã Nam Sơn có diện tích 20,39 km², dân số là 1.586 người, mật độ dân số đạt 78 người/km².
Ngày 17 tháng 12 năm 2019, Ủy ban Thường vụ Quốc hội ban hành Nghị quyết số 830/NQ-UBTVQH14 về việc sắp xếp các đơn vị hành chính cấp huyện, cấp xã thuộc tỉnh Hòa Bình (nghị quyết có hiệu lực từ ngày 1 tháng 1 năm 2020). Theo đó, sáp nhập toàn bộ diện tích và dân số của ba xã Bắc Sơn, Lũng Vân và Nam Sơn thành xã Vân Sơn.